# Bohemia en los Juegos Olímpicos de Londres 1908
Bohemia estuvo representada en los Juegos Olímpicos de Londres 1908 por un total de 19 deportistas que compitieron en 5 deportes.  
El portador de la bandera en la ceremonia de apertura fue el atleta Miroslav Šustera.

## Medallistas
El equipo olímpico de Bohemia obtuvo las siguientes medallas:
| Nombre                                                                                         | Deporte | Competición      |
| ---------------------------------------------------------------------------------------------- | ------- | ---------------- |
| Oro                                                                                            |         |                  |
| —                                                                                              |         |                  |
| Plata                                                                                          |         |                  |
| —                                                                                              |         |                  |
| Bronce                                                                                         |         |                  |
| Vilém Goppold von Lobsdorf                                                                     | Esgrima | Sable ind. M     |
| Otakar Lada Vlastimil Lada-Sázavský Bedřich Schejbal Jaroslav Tuček Vilém Goppold von Lobsdorf | Esgrima | Sable por eqs. M |